# Cololejeunea hildebrandii
Cololejeunea hildebrandii là một loài Rêu trong họ Lejeuneaceae. Loài này được (Austin) Stephani mô tả khoa học đầu tiên năm 1916.